# اولین شوالیه
نخستین شوالیه (به انگلیسی: First Knight) فیلمی محصول سال ۱۹۹۵ آمریکا به کارگردانی جری زاکر است. این فیلم به ماجرای زندگی و افسانه شاه آرتور و سر لانسلوت می‌پردازد. در این فیلم بازیگرانی همچون شان کانری، ریچارد گی‌یر، جولیا اورموند، جان گیلگد، لیام کانینگهام، والنتینه پلکا، الکسیس دنیسوف، رالف اینسون و استوارت بونس ایفای نقش کرده‌اند.